# Stephen Eaton
Stephen Robert Eaton (Toowoomba, 15 settembre 1975) è un atleta paralimpico australiano.

## Biografia
Eaton ha iniziato a partecipare agli eventi di atletica leggera all'età di otto anni, sotto la guida dell'allenatrice Anne Marsh. Ha rappresentato l'Australia a livello paralimpico per la prima volta nel 1993 e ha vinto due medaglie d'oro ai Giochi dell'Estremo Oriente e del Sud Pacifico per disabili del 1994. Ha vinto una medaglia di bronzo nella gara di lancio del disco F32-33 ai Giochi paralimpici di Atlanta 1996. Ha vinto una medaglia d'argento nel lancio del disco ai Campionati mondiali di atletica leggera paralimpica del 1998. Ha avuto una borsa di studio per atleti disabili per l'Australian Institute of Sport dal 1997 al 2000.
Ha vinto una medaglia d'oro ai Giochi paralimpici di Sydney 2000 nella gara del lancio del disco maschile F34, per la quale ha ricevuto una medaglia dell'Ordine dell'Australia. Nel 2000, ha ricevuto anche la medaglia sportiva australiana.
Eaton ha evidenziato il valore terapeutico dello sport per chiunque sia disabile. Ha commentato "Se non facessi sport non so cosa farei. Incontro persone e viaggio."

## Palmarès
| Anno | Manifestazione       | Sede       | Evento                  | Risultato | Prestazione | Note |
| ---- | -------------------- | ---------- | ----------------------- | --------- | ----------- | ---- |
| 1996 | Giochi paralimpici   | Atlanta    | Lancio del disco F32-33 | Bronzo    | 27,42 m     |      |
| 1998 | Mondiali paralimpici | Birmingham | Lancio del disco F34    | Argento   | 32,31 m     |      |
| 2000 | Giochi paralimpici   | Sydney     | Lancio del disco F34    | Oro       | 34,97 m     |      |
| 2002 | Mondiali paralimpici | Lilla      | Getto del peso F33-34   | Bronzo    | 9,49 m      |      |